# Euphemos (zoon van Troizenos)
Euphemos (Oudgrieks: Εὔφημος) is een figuur uit de Griekse mythologie, de zoon van Troizenos en kleinzoon van Keas. Het wordt door Homeros vermeld als aanvoerder van de Kikonen, een oorlogszuchtige Thracische stam en bondgenoten van de Trojanen tijdens de Trojaanse Oorlog.

## De mythe
In de Trojaanse catalogus van boek II van de Ilias duikt Euphemos op aan het hoofd van de Kikonen, een quasi-anoniem volk waarvan de afkomst wazig blijft in het gedicht. Zijn vader, Troizenos, kleinzoon van een zekere Keas, wordt vermeld als favoriet van Zeus en was, vermoedelijk, de voorganger van zijn zoon op de troon van Kikonia. Tijdens deze krijgstocht werd Euphemos vergezeld door Mentes, wiens gedaante Phoibos Apollon aannam om Hektor in de strijd aan te moedigen. Andere auteurs, die naar Homeros verwijzen, bevestigen de door deze aan Euphemos toegeschreven daden.
In de Ilias is Euphemos een van de weinige bondgenoten van koning Priamos die niet in de verhaalde strijd sterft. Zijn lot is onduidelijk: volgens sommige auteurs viel hij in de strijd als slachtoffer van Achilles (na de dood van Hektor), terwijl anderen zegen dat hij door een van de vier volgende Griekse heroën werd gedood: Diomedes, Idomeneus, Ajax de Grote en Ajax de Kleine die op een bepaald moment tezamen de Trojanen en hun bondgenoten aanvielen.

## Referentie
- Dit artikel of een eerdere versie ervan is een (gedeeltelijke) vertaling van het artikel Eufemo (figlio di Trezeno) op de Italiaanstalige Wikipedia, dat onder de licentie Creative Commons Naamsvermelding/Gelijk delen valt. Zie de bewerkingsgeschiedenis aldaar.